# Montelupo Albese
Montelupo Albese är en ort och kommun i provinsen Cuneo i regionen Piemonte i Italien. Kommunen hade 485 invånare (2018).